# III Giochi paralimpici estivi
I III Giochi paralimpici estivi si tennero a Tel Aviv, in Israele, dal 4 al 13 novembre 1968. All'epoca noti come XVII Giochi internazionali di Stoke Mandeville, furono posteriormente riconosciuti come III Giochi paralimpici estivi nel 1984, quando il Comitato Olimpico Internazionale (CIO) approvò la denominazione Giochi paralimpici.

## Sviluppo e preparazione
Nel 1960 e nel 1964 i Giochi internazionali di Stoke Mandeville, successivamente riconosciuti come I e II Giochi paralimpici estivi, si erano tenuti nelle stesse sedi dei Giochi olimpici, rispettivamente a Roma e a Tokyo. Idealmente l'abbinamento avrebbe dovuto proseguire nel 1968 a Città del Messico, ma nel 1966 il progetto naufragò a causa del mancato sostegno del governo messicano. Fu allora Israele ad offrirsi di ospitare l'edizione del 1968, come parte delle celebrazioni per il ventesimo anniversario della nascita dello stato.

## I Giochi

### Paesi partecipanti
Il numero dei partecipanti raddoppiò rispetto ai Giochi di Tokyo, con 750 atleti in gara in rappresentanza di 28 paesi.
- Argentina (21)
- Australia (35)
- Austria (31)
- Belgio (26)
- Canada (25)
- Corea del Sud (5)
- Danimarca (8)

- Etiopia (2)
- Finlandia (2)
- Francia (54)
- Germania Ovest (58)
- Giamaica (11)
- Giappone (47)
- Gran Bretagna (74)

- India (10)
- Irlanda (7)
- Israele (54)
- Italia (38)
- Malta (6)
- Nuova Zelanda (18)
- Norvegia (28)

- Rhodesia (14)
- Paesi Bassi (35)
- Spagna (11)
- Stati Uniti (82)
- Sudafrica (8)
- Svezia (32)
- Svizzera (34)

### Discipline
Il programma di gare fu ulteriormente ampliato rispetto all'edizione precedente, passando da 144 a 181 eventi. Le principali novità furono l'introduzione delle bocce e il primo torneo femminile di pallacanestro in carrozzina. Nel tiro con l'arco e nella scherma vennero aggiunte gare di squadra maschili, nell'atletica leggera si disputarono per la prima volta i 100 m in carrozzina maschili e la staffetta 4×40 m in carrozzina femminile, le gare di nuoto furono portate a 10 sia per gli uomini sia per le donne.
In totale furono presenti 10 discipline: atletica leggera, biliardo, bocce, nuoto, pallacanestro in carrozzina, scherma in carrozzina, sollevamento pesi, tennistavolo, tiro con l'arco, tiro del dardo.

### Cerimonie
La cerimonia di apertura si svolse il 4 novembre a Gerusalemme, presso lo stadio dell'Università Ebraica; davanti a circa 10000 spettatori fu il vice primo ministro Yigal Allon a dichiarare aperti i Giochi. La cerimonia di chiusura si tenne invece presso il complesso fieristico di Tel Aviv.

## Medagliere
| Medagliere     | Medagliere | Medagliere | Medagliere |
| Nazione        | O          | A          | B          |
| -------------- | ---------- | ---------- | ---------- |
| Stati Uniti    | 33         | 27         | 39         |
| Gran Bretagna  | 27         | 21         | 20         |
| Israele        | 17         | 21         | 25         |
| Australia      | 15         | 16         | 7          |
| Francia        | 14         | 9          | 9          |
| Germania Ovest | 12         | 12         | 11         |
| Italia         | 12         | 10         | 17         |
| Paesi Bassi    | 12         | 4          | 4          |
| Argentina      | 11         | 10         | 10         |
| Sudafrica      | 9          | 10         | 7          |
| Canada         | 6          | 6          | 7          |
| Rhodesia       | 5          | 8          | 7          |
| Norvegia       | 5          | 3          | 1          |
| Giamaica       | 3          | 1          | 1          |
| Austria        | 2          | 6          | 11         |
| Giappone       | 2          | 2          | 8          |
| Svezia         | 1          | 6          | 4          |
| Irlanda        | 1          | 5          | 5          |
| Nuova Zelanda  | 1          | 2          | 1          |
| Svizzera       | 0          | 2          | 6          |
| Belgio         | 0          | 3          | 3          |
| Spagna         | 0          | 4          | 0          |